# Ekonomika Lotyšska
Lotyšská ekonomika patří i přes značný rozvoj mezi pět nejméně vyspělých ekonomik EU. Světová banka ji řadí do skupiny Upper-middle-income economies (nadprůměrně příjmové ekonomiky). Dle Mezinárodního měnového fondu má Lotyšsko HDP na obyvatele v paritě kupní síly 27 598 USD (2017) a je tak 57. na světě. Lotyšsko bylo jednou z nejrychleji rostoucí ekonomik Evropy díky úspěšným reformám. Pro vysoký růst HDP v letech 2000–2007 bylo označováno za ekonomického tygra. Po roce 2008 byla však lotyšská ekonomika značně zasažena světovou finanční krizí.
Přestože světová finanční krize v letech 2008–2010 měla na Lotyšsko značně negativní dopad a odhalila jeho zranitelnost, podařilo se zemi realizovat jeden z nejúspěšnějších makroekonomických ozdravných programů v poslední době, který prokázal rychlé hospodářské oživení s obdivuhodným závazkem k fiskální politice. Po výrazném poklesu dosáhl růst HDP v letech 2011–2018 v průměru více než 4 % ročně, což je výrazně nad průměrem EU. Vstup Lotyšska do eurozóny v roce 2014 a jeho opětovný přístup na trhy veřejného financování jsou důkazem, že úkol makroekonomické korekce je úspěšně plněn.
Lotyšsko je členem Světové obchodní organizace od roku 1999, Evropské unie od roku 2004, eurozóny od roku 2014 a OECD od roku 2016.

## Ekonomický vývoj
V letech 2003–2007 dosahovala lotyšská ekonomika druhý nejvyšší průměrný růst na světě (po Arménii) 10,37 %.

### Recese v roce 2008
Již v době enormního růstu vykazovala lotyšská ekonomika příznaky přehřátí. Začátkem roku 2007 se pozastavila domácí spotřeba, neboť banky kvůli přehřátému trhu s nemovitostmi a rostoucímu externímu deficitu obchodní bilance u přidělování půjček sáhly ke konzervativnímu opatření a zpřísnily přidělování. Rychlý růst HDP a příjmů obyvatelstva vedl k výraznému zvýšení spotřebitelské poptávky, následné inflaci (růst inflace nejvyšší v rámci EU, na přelomu května a června 2008 17,9 %) a současně k růstu schodku běžného účtu a zahraničního dluhu. Ekonomika se tak dostala na sestupnou fázi již před globální ekonomickou krizí. Hospodářství stačilo snížit svůj rozpočtový deficit, ale zahraniční dluh zůstal nad sedmdesáti procenty HDP a zmenšil tak prostor pro překonání krize. Zatímco ještě ve 4. čtvrtletí 2007 HDP rostl o 8 % HDP, ve 2. čtvrtletí 2008 klesl o 0,2 %, ve 3. čtvrtletí 2008 o 4,6 %, ve 4. čtvrtletí 2008 o 10,3 %. Celkový pokles lotyšské ekonomiky za rok 2008 činil 4,6 %. Lotyšská centrální banka předpokládá, že v roce 2009 HDP klesne až o 12 %. Z nejrychleji rostoucí ekonomiky v rámci EU se tak stala nejrychleji klesající ekonomika. Světová finanční krize prudce zasáhla největší banku v zemi – Parex Bank. Po krachu na finančních trzích přestaly zahraniční banky podporovat realitní sektor, poklesla produkce v průmyslu a službách a zvýšilo se státní zadlužení. Hrozbu státního bankrotu se podařilo v prosinci 2008 odvrátit získáním úvěru od MMF, EU a dalších institucí v celkové hodnotě 7,5 miliardy eur. Po Islandu, Pákistánu, Ukrajině a Maďarsku se Lotyšsko stalo další zemí, která byla nucena požádat MMF o pomoc. Pod tlakem recese podala 20. února 2009 vláda premiéra Ivarse Godmanise demisi. Prezident Valdis Zatlers ji přijal a jmenoval designovaného premiéra Valdise Dombrovskise. Ekonomická situace se však nadále zhoršuje – premiér Dombrovskis dokonce varoval, že pokud země nezíská hotovost, vyhlásí v červnu 2009 státní bankrot. Vláda není totiž schopna dostát podmínky s níž Lotyšsko získalo úvěr od MMF, že udrží deficit veřejných financí pod 5 %. Vše tedy závisí na tom, zda se Dombrovskisovi podaří dojednat s MMF možnost deficitu až 8 %.

## Ekonomická struktura

### Průmysl
Hlavní průmyslová odvětví: strojírenství, elektrotechnika, dřevozpracující průmysl, papírenský, chemický, potravinářský, textilní a průmysl stavebních hmot. V roce 2003 dominovaly ve struktuře vývozu dřevo a výrobky ze dřeva (35,2 %), stavební a dopravní zařízení, stroje a výrobky z kovů (21,7 %), výrobky lehkého průmyslu (13,7 %), chemikálie a plasty (7,7 %), zemědělské produkty a potraviny (9 %) a ostatní (12,7 %).[nedostupný zdroj] Důležitá průmyslová střediska jsou Riga, Daugavpils, Liepāja (metalurgie železa), Brocēni (jediná cementárna v zemi) a Jūrmala. Kromě těžby rašeliny nemá Lotyšsko zdroje nerostných surovin. Spotřeba elektrické energie je z části zajišťována její produkcí v tepelných a vodních elektrárnách a z části dovozem ze zahraničí.

### Doprava
Velký přínos financí do státního rozpočtu zaznamenává tranzitní železniční přeprava ruského zboží územím Lotyšska a přes přístavy dále do světa. Přes značný ekonomický pokles na počátku roku 2009 byl v lednu 2009 objem zboží přepraveného lotyšským železničním dopravcem LDz Cargo nižší o pouhá 3 % než v lednu 2008 (ve stejném období přitom klesl objem železniční přepravy v Rusku o 33 %).

### Zemědělství
V zemědělství převládá živočišná produkce. Chov skotu a prasat. Pěstuje se zde ječmen, žito, brambory, cukrová řepa a zelenina. Loví se zde zejména sledi a šproty. Produkce masa, mléčných výrobků a rybích výrobků, jako jsou sardinky nebo rybí moučka. Téměř polovinu území státu pokrývají lesy 46 %, orná půda tvoří 27 %, pastviny 13 % a ostatní 14 %.